# Куп победника купова у фудбалу 1960/61.
Куп победника купова у фудбалу је клупско фудбалско такмичење које је организовано први пут у сезони 1960/61. У такмичењу су учествовали победници националних купова земаља које су покренуле ово такмичење. То су биле земље које су играле у Митропа купу (Аустрија, Италија, Мађарска, ФНР Југославија, Чехословачка и Швајцарска) којима су се придружиле Енглеска, Западна Немачка, Источна Немачка и Шкотска.
Играло се по куп систему по две утакмице од предтакмичења до финала. Ово је била једина сезона у којој су се у финалу играле две утакмице.
Жребом су одређена два пара у предтакмичењу. Победници тих мечева ће са још шест екипа играти у четвртфиналу купа.

## Резултати

### Предтакмичење
| Меч | Клуб                | Држава          | укупан рез. | Држава   | Клуб                       | 1. утак. | 2. утак. |
| --- | ------------------- | --------------- | ----------- | -------- | -------------------------- | -------- | -------- |
| 1   | ФК Ренџерс, Глазгов | Шкотска         | 5 - 4       | Мађарска | ФК Ференцварош, Будимпешта | 4-2      | 1-2      |
| 2   | ФК Форвертс Берлин  | Источна Немачка | 2 - 3       | Чешка    | ФК Црвена звезда Брно Брно | 2-1      | 0-2      |

### Четвртфинале
| Меч | Клуб                                     | Држава       | укупан рез. | Држава   | Клуб                                       | 1. утак. | 2. утак. |
| --- | ---------------------------------------- | ------------ | ----------- | -------- | ------------------------------------------ | -------- | -------- |
| 1   | ФК Борусија Менхенгладбах, Менхенгладбах | Немачка      | 0 - 11      | Шкотска  | ФК Ренџерс, Глазгов                        | 0-3      | 0-8      |
| 2   | ФК Аустрија Беч, Беч                     | Аустрија     | 2 - 5       | Енглеска | ФК Вулверхемптон вондерерси, Вулверхемптон | 2:0      | 2:5      |
| 3   | ФК Луцерн, Луцерн                        | Швајцарска   | 2 - 9       | Италија  | ФК Фиорентина, Фиренца                     | 1-1      | 0-1      |
| 4   | ФК Црвена звезда Брно Брно               | Чехословачка | 0 - 2       | СФРЈ     | НК Динамо Загреб, Загреб                   | 0-0      | 0-2      |

### Полуфинале
| Меч | Клуб                   | Држава  | укупан рез. | Држава   | Клуб                                       | 1. утак. | 2. утак. |
| --- | ---------------------- | ------- | ----------- | -------- | ------------------------------------------ | -------- | -------- |
| 1   | ФК Ренџерс, Глазгов    | Шкотска | 3 - 1       | Енглеска | ФК Вулверхемптон вондерерси, Вулверхемптон | 2-0      | 1-1      |
| 2   | ФК Фиорентина, Фиренца | Италија | 4 - 2       | СФРЈ     | НК Динамо Загреб, Загреб                   | 3-0      | 1-2      |

### Финале
| Меч | Клуб               | Држава  | укупан рез. | Држава  | Клуб                   | 1. утак. | 2. утак. |
| --- | ------------------ | ------- | ----------- | ------- | ---------------------- | -------- | -------- |
| 1   | ФК Ренџерс Глазгов | Шкотска | 1 - 4       | Италија | ФК Фиорентина, Фиренца | 0-2      | 1-2      |

| Освајач Купа победника купова у фудбалу 1960/61 |
| ----------------------------------------------- |
| ФК Фиорентина 1. Титула                         |

### Финалне утакмице (детаљи)
| 17. мај 1961. Глазгов Стадион Ајброкс (~80 000) ФК Ренџерс - ФК Фиорентина Фиренца 0:2 (0:1) Судија: Ерих Штајнер (Аустрија) Стрелци: 0:1 Луиђи Милани 12, 0:2 Луиђи Милани 88 ФК Ренџерс (Тренер:Скот Сајмон): William Ritchie - Robert Shearer, Eric Caldow (капитен), Харолд Дејвис, Виљем Патерсон, Џејмс Бакстер, Давид Вилсон, Џон Илјан, Ian McMillan, Александар Скотт, Ралф Бранд, Robert Hume ФК Фиорентина (Тренер: Нандор Хидегкути): Енрико Албертози - Енцо Роботи, Серђо Кастелети, Пијеро Ђонфантини, Алберто Орцан (капитен), Клаудио Римбалдо, Курт Хамрин, Данте Мичели, Дино да Коста, Луиђи Милани, Ђанфранко Петрис                                   |
| 27. маја 1961. Фиренца Стадион Комунале (~50 000) ФК Фиорентина Фиренца - ФК Ренџерс Глазгов 2:1 (1:0) Судија: Вилмош Хернади (Мађарска) Срелци: 1:0 Луиџи Милани 12, 1:1 Александар Скот 60, 2:1 Курт Хамрин 86 ФК Фиорентина (Тренер:Нандор Хидегкути): Енрико Албертози - Енцо Роботи, Серђо Кастелети, Ријеро Ђонфантини, Алберто Орцан (капитен), Клаудио Римбалдо, Курт Хамрин, Данте Мичели, Дино да Коста, Луиђи Милани, Ђанфранко Петрис ФК Ренџерс (Тренер: Скот Сајмон): William Ritchie - Robert Shearer, Eric Caldow (капитен), Харолд Девис, Виљем Патерсон, Џејмс Бакстер, Александар Скот, Џон Илјан, Ian McMillan, James Millar, Ралф Бранд, Дејвид Вилсон |